# Boudewijn Ridder

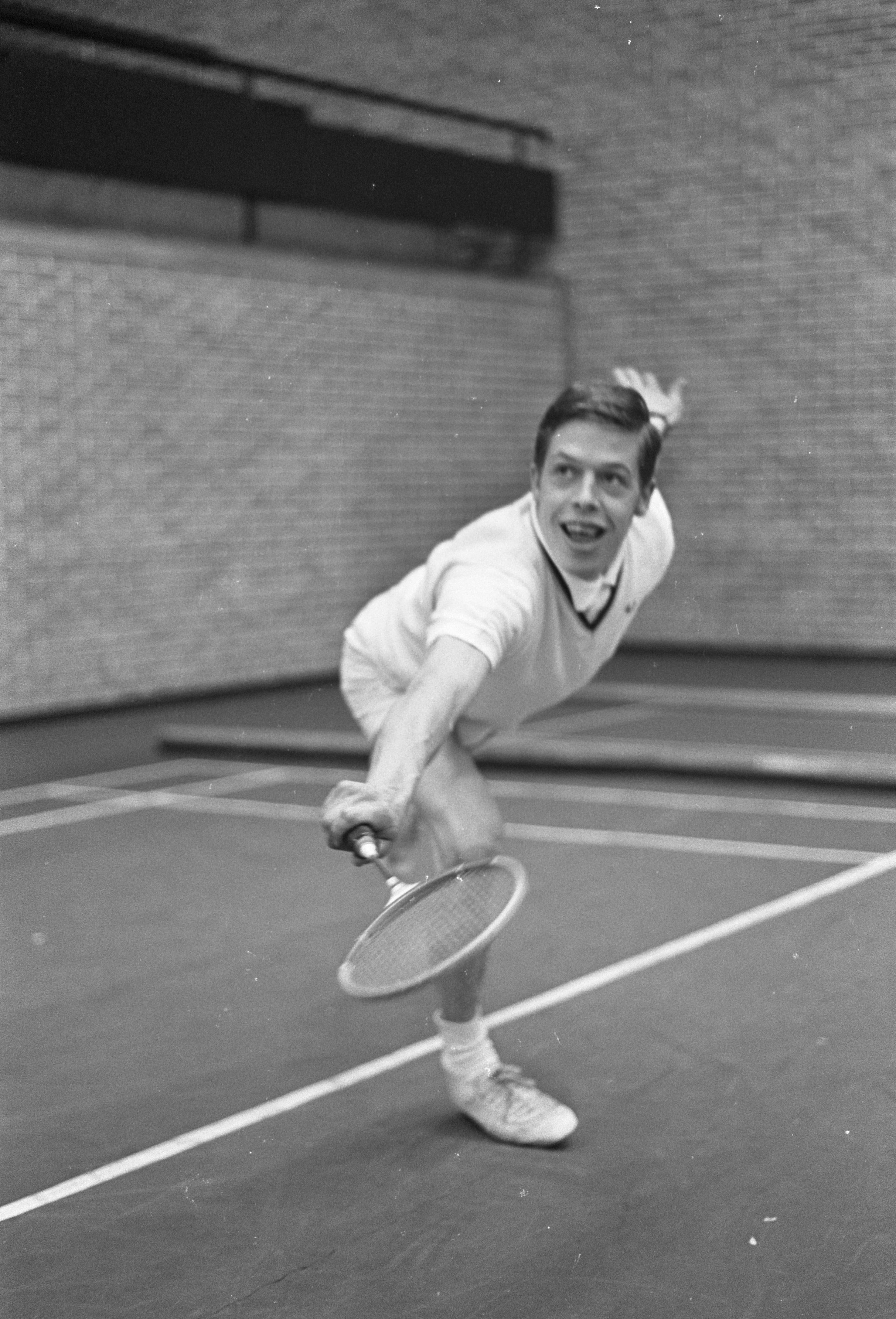
Boudewijn Ridder 1968

Boudewijn Ridder (* um 1950) ist ein niederländischer Badmintonspieler. 

## Karriere
Boudewijn Ridder siegte 1974 erstmals bei den nationalen Titelkämpfen in den Niederlanden, wobei er im Herrendoppel mit Rob Ridder erfolgreich war. Zwei Jahre später gewannen beide erneut den Titel im Doppel. 1978 wurde er in dieser Disziplin Zweiter mit Guus van der Vlugt an seiner Seite.

## Sportliche Erfolge
| Saison | Veranstaltung                      | Disziplin    | Platz | Name                          |
| ------ | ---------------------------------- | ------------ | ----- | ----------------------------- |
| 1974   | Niederlande: Einzelmeisterschaften | Herrendoppel | 1     | Boudewijn Ridder / Rob Ridder |
| 1976   | Niederlande: Einzelmeisterschaften | Herrendoppel | 1     | Boudewijn Ridder / Rob Ridder |